# Lucie Theodorová
Lucie Theodorová (Studénka, República Checa; 18 de diciembre de 1982) es una modelo y actriz pornográfica checa.
Lucie Theodorová llegó a ser la Playmate de junio de 2003 en la edición italiana de la revista Playboy; también fue escogida "Pet of the Month" en mayo de 2005. Estuvo asociada a Tmodels, agencia de modelos de contenido para adultos. Igualmente es conocida como Amanda Heart, Lucky Love o Sweet Lucky.

## Carrera
Hizo su estreno como actriz porno con veinte años en el film Hustler XXX 18. Desde ese año hasta 2005 apareció numerosas producciones para adultos (películas, revistas, websites), principalmente por Denys Defrancesco (ddfprod.com), Pierre Woodman (Top Models X) y Video Art Holland (Seventeen, como Nicky); también continuó trabajando como modelo. En 2003 participó en el canal Vox de televisión, en un programa de entrevistas sobre sexo, Wa (h) re Liebe, presentado por Lilo Wanders.
A finales de 2005 dejó el porno, pasando a otras facetas de la industria sexual, como performance en el sex-club Salón Claudine, en Playa del Inglés[cita requerida], donde ella tenía un calendario web de servicios sexuales serviciosx.com o actuando en un chat en directo para la web para adultos sexole.com.
Reapareció en 2006 con un número de porno lésbico y de juegos de glamour para la web 21Sextury. Su reaparición fue prolífica, actuando sobre todo en el cine X checo Class Media y para la web Bangbros. Un año más tarde, un vídeo en la website checa prvnicasting.com la mostró con su "presunto" novio Tomáš y con Robert Rosenberg en escenas de doble penetración. Trabajó con el actor y director porno español Torbe para putalocurax.com.
Volvió a retirarse definitivamente en 2010 con la película All Venus No Pennis.